# Stephan A. Jansen
Stephan Alexander Jansen, kurz Stephan A. Jansen, (* 12. Juni 1971 in Papenburg/Ems) ist ein deutscher Wirtschaftswissenschaftler. Er war von September 2003 bis September 2014 Gründungspräsident der Zeppelin Universität in Friedrichshafen und war dort Inhaber des Lehrstuhls für Strategische Organisation & Finanzierung sowie Leiter des Civil Society Center. Seit 2016 unterrichtet er an der Karlshochschule.

## Leben
Jansen schloss als Stipendiat der Studienstiftung des deutschen Volkes nach der Ausbildung zum Bankkaufmann und dem Zivildienst von 1993 bis 1997 sein Studium der Wirtschaftswissenschaft an der Universität Witten/Herdecke, der Wirtschaftsuniversität Tōkyō, Japan, und der New York University, USA, mit Auszeichnung ab. Zwischen 1994 und 2003 war er bei verschiedenen Unternehmen, wie der Dr. August Oetker KG, Booz Allen Hamilton, Mannesmann AG, ERGO Versicherungsgruppe oder DaimlerChrysler u. a. tätig.
Von 1998 bis 2003 war er Promotionsstudent an der Universität Witten/Herdecke und wurde 2003 mit einer Arbeit zur Form der Fusion bei Dirk Baecker zum Dr. rer. pol. promoviert. In den Jahren 1999 und 2015 war bzw. ist Jansen als Visiting Scholar an der Stanford University, Kalifornien, bei Mark Granovetter tätig; in den Jahren 2000 und 2001 als Visiting Scholar an der Harvard Business School in Cambridge (Massachusetts) bei Richard Meyer und Michael Porter.
Jansen leitete von 1998 bis 2003 das von ihm mitinitiierte „Institute for Mergers & Acquisitions (IMA)“ an der Universität Witten/Herdecke, an dem sich auch DaimlerChrysler AG, Deutsche Beteiligungs AG, Ernst & Young, McKinsey, Mobilcom AG und Bloomberg beteiligten. 2000 gründete er die cosinex GmbH in Witten/Bochum, ein Software- und Beratungshaus für Electronic Government und Verwaltungsmodernisierung. Bis September 2003 war er dort Vorsitzender der Geschäftsführung, danach Gesellschafter und Beiratsmitglied.
Jansen wurde im Frühjahr 2003 zum Präsidenten und Geschäftsführer der staatlich anerkannten Zeppelin Universität in Friedrichshafen berufen. Damit einher ging die Ernennung zum Professor für „Strategische Organisation & Finanzierung (SOFI)“. Die Universität verfügte damals nicht über das Recht, Professoren zu ernennen. Laut einem Medienbericht habe Jansen auch kein Auswahlverfahren durchlaufen. Das baden-württembergische Wissenschaftsministerium verlieh Jansen mit Schreiben vom 6. Dezember 2003 das Recht, die Berufsbezeichnung Professor zu tragen.
Jansen war 2005 Mitglied der AG „Elitenintegration“ für die Berlin-Brandenburgische Akademie der Wissenschaften. Er ist Mitglied im Herausgeberbeirat der Zeitschrift für Management (ZfM). Weiterhin ist er Herausgeber der Reihe „zu | schriften zwischen Wirtschaft, Kultur und Politik“ beim VS-Verlag. Er ist Mitglied in verschiedenen Beiräten, bspw. der Ernst & Young Stiftung oder T-City, und war „Botschafter“ der Initiative Neue Soziale Marktwirtschaft. Jansen wurde 2007 durch Bundesforschungsministerin Annette Schavan im Rahmen der Hightech-Strategie der Bundesregierung in die Jury für die Spitzenclusterförderung berufen. Im Jahr 2010 wurde er von Schavan als Mitglied der Forschungsunion und von Bundeskanzlerin Angela Merkel als Mitglied des so genannten Innovationsdialoges berufen. Er war zudem Mitglied des „persönlichen Beraterkreises“ des ehemaligen Bundesfinanzministers Peer Steinbrück.
2010 wurde Jansen zudem Gründungsdirektor des Civil Society Centers (CiSoC), einem Forschungsinstitut für vergleichende Zivilgesellschaftsforschung.
Jansen wurde 2012 von einem ehemaligen persönlichen Referenten unter anderem wegen Mobbings verklagt. Das Verfahren vor dem Arbeitsgericht Ulm endete mit einem Vergleich.
Im Februar 2014 kündigte Jansen der Zeppelin Universität nach 11 Jahren und gemeinsam mit zwei weiteren Mitgliedern des Präsidiums aus persönlichen Gründen seinen Rücktritt für das Jahr 2015 an.
Im Sommersemester 2016 übernahm Jansen an der Karlshochschule die Professur für „Philanthropy und Civil Society - Management, Innovation und Finance“. Schwerpunkte seiner Lehrtätigkeit sind die Bereiche Finanztheorien, Organisation, Management, Leadership und Innovation Civil Society. 2016 gründete Jansen gemeinsam mit Peter John Mahrenholz die Marken- und Strategieberatung Das 18te Kamel & Komplizen. Weiterhin hat er 2016 gemeinsam mit Martha Wanat die „Gesellschaft für Urbane Mobilität BICICLI“ in Berlin als Mobilitätsberatung und Fahrrad-Dienstleister begründet, mit einem Tochterunternehmen u. a. für Dienstrad-Leasing und Radflotten.

## Kontroverse
Im August 2014 wurde seitens des damaligen Stiftungsvorstandsvorsitzenden Werner Allgöwer der Kanzler und Geschäftsführer Nils Helle-Meyer fristlos gekündigt. Jansen wurde in diesem Zusammenhang gebeten, die Nachfolge zu begleiten. Im Nachgang erfolgten aus vertraulichen Unterlagen und E-Mails zahlreiche Berichterstattungen gegen die Universität und das Präsidium in einer Regionalzeitung. Am 8. September 2014 trat Jansen mit sofortiger Wirkung als Präsident der Zeppelin Universität zurück. Durch einen Pressebericht wurde am 10. September 2014 bekannt, dass Jansen der Hauptprofiteur eines bis dahin nicht bekannten universitätsinternen Provisionssystems gewesen sei, bei dem – ohne Kenntnis der Geldgeber – Provisionen aus dem Gemeinkostenanteil für eingeworbene Drittmittel aufgezahlt worden seien. Jansen habe den Großteil dieser Prämien erhalten, mehr als die etwa 50 übrigen Mitarbeiter mit entsprechendem Zusatzvertrag zusammen. Darüber hinaus ließ sich Jansen Vorträge an seiner eigenen Universität teils extra vergüten. Werner Allgöwer distanzierte sich schließlich klar von Jansen.
Die Staatsanwaltschaft Ravensburg leitete ein Ermittlungsverfahren wegen des Verdachts auf Betrug und Bestechlichkeit ein. Dabei gehe es nicht um die Höhe der Zahlungen, sondern um die Unterrichtung der Geldgeber. Jansen hielt die Vorwürfe für unbegründet, da die Förderziele erreicht wurden. Eine von der Trägerstiftung der Universität in Auftrag gegebene Begutachtung des von ihr eingeführten Provisionierungssystems hatte zum Ergebnis, dass von Jansen empfangenen Zahlungen „grundsätzlich nicht gegen geltendes Recht“ verstießen. Im Mai 2019 stellte die Staatsanwaltschaft Ravensburg die Ermittlungen gegen Jansen mit der Begründung, die meisten mutmaßlich getäuschten Spender sähen sich nicht als betrogen an, nach Zahlung einer Geldauflage in fünfstelliger Höhe ein.

## Wirken
Die theoretischen Fundamente seiner Forschungs- und Beratertätigkeit speisen sich vorwiegend aus der soziologischen Systemtheorie, der Organisations- und Netzwerktheorie sowie der Kapitalmarkttheorie. Er ist Autor verschiedener Kolumnen in Zeitschriften, u. a. der zweimonatlichen Interview-Kolumne „Fragen an Stephan A. Jansen“ im Wirtschaftsmagazin brand eins.
Jansen wurde in früheren Jahren wiederholt in Rankings der Wirtschaftspresse geführt, so bei 101 Köpfe, auf die Sie achten sollten von Financial Times Deutschland 2003, 35 unter 35 – Junge Elite in Deutschland der Wirtschaftswoche 2004 und bei 40 unter 40 des Manager Magazins 2007, 2009 und 2010.

## Ehrungen und Auszeichnungen
- 2000 – Auszeichnung für „Institute for Mergers & Acquisitions (IMA)“ als „führende Institution des deutschen Bildungswesens“ durch Bundesbildungsministerin Edelgard Bulmahn[19]
- 2006 – „100 Köpfe von morgen - die Zukunft im Land der Ideen“[20]

## Bücher und Herausgaben
- Oszillodox – Virtualisierung: Die permanente Neuerfindung der Organisation, Klett-Cotta Stuttgart 2000, zusammen mit Peter Littmann
- Konkurrenz und Kooperation – Beiträge zu einer interdisziplinären Theorie, Metropolis Marburg 2000, ISBN 3-89518-309-1, zusammen mit Stephan Schleissing
- Electronic Government – Neue Potentiale für einen modernen Staat, Klett-Cotta Stuttgart 2001, ISBN 3-608-94026-X, zusammen mit Birger P. Priddat
- Internationales Fusionsmanagement – Erfolgsfaktoren grenzüberschreitender Zusammenschlüsse, Schäffer-Poeschel Stuttgart 2001, ISBN 3-7910-1959-7, zusammen mit Gerhard Picot und Dirk Schiereck
- Public Merger. Strategien für Fusionen im öffentlichen Sektor, Gabler Wiesbaden 2004, ISBN 3-409-12633-3, zusammen mit Andreas Huber und Harald Plamper.
- Management von Unternehmenszusammenschlüssen – Theorien, Thesen, Tests und Tools, Klett-Cotta Stuttgart 2004, ISBN 3-608-94392-7
- Korruption – unaufgeklärter Kapitalismus. Multidisziplinäre Perspektiven zu Funktion und Folgen von Korruption, VS-Verlag Wiesbaden 2005. ISBN 3-531-14561-4, zusammen mit Birger P. Priddat
- Demographie – Bewegungen einer Gesellschaft im Ruhestand. Multidisziplinäre Perspektiven der Demographiefolgenforschung, VS-Verlag Wiesbaden 2005, ISBN 3-531-14780-3, zusammen mit Birger P. Priddat und Nico Stehr
- Zukunft des Öffentlichen – Multidisziplinäre Perspektiven für eine Öffnung der Diskussion über das Öffentliche, VS-Verlag Wiesbaden 2007, ISBN 3-531-15282-3, zusammen mit Birger P. Priddat und Nico Stehr
- Mehrwertiger Kapitalismus – Multidisziplinäre Beiträge zu Formen des Kapitalismus und seiner Kapitalien, VS-Verlag Wiesbaden 2008, ISBN 978-3-531-15864-8, zusammen mit Eckhard Schröter und Nico Stehr
- Mergers & Acquisitions: Unternehmensakquisition und -kooperation – Eine strategische, organisatorische und kapitalmarkttheoretische Einführung (5. überarbeitete und ergänzte Auflage), Gabler Wiesbaden 2008; ISBN 3-8349-0365-5.
- „Transparenz – Multidisziplinäre Durchsichten durch Phänomene und Theorien des Undurchsichtigen“, VS-Verlag Wiesbaden 2010, zusammen mit Eckhard Schröter und Nico Stehr.
- „Rationalität der Kreativität? – Multidisziplinäre Beiträge zur Analyse der Produktion, Organisation und Bildung von Kreativität“, VS-Verlag Wiesbaden, zusammen mit Eckhard Schröter und Nico Stehr.